# Eurídice de Pilos
Eurídice de Pilos (griego antiguo: Εὐρυδίκη, Eurydikē  «amplia justicia», de ευρυς eurys «amplitud»; y δικη dike «justicia») en la mitología griega es la esposa de Néstor, rey de Pilos, e hija de Clímeno, heredero, hijo o yerno, de Orcómeno. Sus hijos fueron Trasimedes, quien acompañó a su padre a la guerra de Troya, Perseo, Pisístrato (quien viajó con Telémaco a la corte de Menelao), Pisídice (Πεισιδίκη), Policasta (quien bañó a Telémaco en la Odisea y más tarde, según los mitógrafos, se casó con él y dio a luz a un hijo llamado Persépolis), Estratio, Areto, Equefrón y Antíloco (quien también combatió en Troya donde fue muerto por Memnón, cuando intentaba proteger a su padre). No obstante, según la Biblioteca de Apolodoro y el Catálogo de mujeres la esposa de Néstor se llamaba Anaxibia y era hija de un tal Cratieo, de quien nada más se sabe.